# 甘迺迪·史都華
甘迺迪·史都華（Kennedy Stewart，1966年11月8日—），全名愛德華·查爾斯·甘迺迪·史都華（Edward Charles Kennedy Stewart），加拿大政治人物和學者，2018年-22年間擔任第40任溫哥華市長。在此之前他曾於2011年-18年間以加拿大新民主黨黨員身份擔任加拿大國會下議院議員，先後代表卑詩省的本拿比－道格拉斯選區和本拿比南選區。

## 早年及個人生活
甘迺迪於新斯科舍省哈利法斯出生，在該省的沃夫維爾（Wolfville）長大，於阿卡迪亞大學修讀歷史，1988年從該校獲取學士學位。他於1989年遷居卑詩省，曾任樂隊的低音結他手，並以運送啤酒和打理印刷店等雜工幫補開支。
他一度在溫哥華市政府和溫哥華公園及康樂局工作，由此加深對城市事務的興趣。他遂到西門菲沙大學修讀政治學，1995年取得碩士學位後再到倫敦政治經濟學院深造政府事務，2003年取得博士學位。他畢業後返回西門菲沙大學，在該校的公共政策學院任教。

## 聯邦政壇
甘迺迪於2004年3月28日贏取聯邦新民主黨的候選人提名，在同年聯邦大選中代表該黨競逐溫哥華中選區國會下議院議席。他在大選中以四千多票之差敗予尋求連任的自由黨候選人費凱迪，但他所獲取的32.3%得票率仍遠超新民主黨候選人於2000年大選所得的12.1%。
新民主黨籍的本拿比－道格拉斯選區國會下議院議員苗錫誠於2010年宣布不會於來屆聯邦大選出戰，甘迺迪遂於2011年尋求該選區的聯邦新民主黨候選人提名，在第一輪投票便告捷。他在同年聯邦大選競選時承諾在國會推動全國房屋政策、減少運油輪在布勒内灣中航行、反對執政保守黨削減企業税、以及向長者增發加拿大全民退保金額。他最終以43.0%得票率當選下議院議員，首次晉身國會並為新民主黨保著該選區。

### 第41屆國會
他在國會的首屆會期先後出任下議院的法律及人權、天然資源、和工業/科學/科技常務委員會成員，並獲任國會官方反對黨的天然資源助理評議員和科學及科技評議員。他在國會中批評執政保守黨取消以長問卷方式進行全國人口普查，以及該黨減少向科研項目撥款的舉動。他又在下議院提出私人草案，倡議保衛各政府部門的學術自由，並確保受僱於聯邦政府的科學家能暢所欲言。
有見執政保守黨於2008年取消全國科學顧問的職位，甘迺迪於2013年在下議院提出《國會科學官法案》（C-558號法案）。該項法案建議在國會設立一個獨立的科學官職位，以便向國會議員就科學及科技議題提供專業意見，以及詳細審閱聯邦政府的科學及科技政策。
甘迺迪於2013年在下議院提出私人草案（M-428號草案），建議下議院開始接受國民以電子方式呈交請願書，以便更多國民參與民主進程。草案並建議請願書的簽名數目達致一定門檻時便觸發下議院進行辯論。這項草案受到執政保守黨內閣所反對，但在八名保守黨後座議員支持下於2014年1月以142票對140票通過，為官方反對黨新民主黨在這屆國會會期的一次意外勝利。
康德摩根公司（Kinder Morgan）建議興建一條橫跨本拿比－道格拉斯選區的輸油管，甘迺迪就此在本拿比舉行數場公眾諮詢會。他指出區内居民憂慮項目徵地和影響房價、布勒内灣運油輪數目上升、工程動用臨時外勞、以及卑詩省從項目得益甚少，因此大力反對該項目，而他的選區辦事處亦協助居民參與國家能源委員會（National Energy Board）就此項目進行的檢閱程序。
卑詩新民主黨在2013年省選中失掉選前優勢無緣上台執政，狄德安遂於同年9月辭任該黨黨魁。甘迺迪於同年11月表示考慮是否角逐該黨黨魁職務，但最終沒有成事。綜合上述多項因素，甘迺迪獲《本拿比新聞領導報》（Burnaby NewsLeader）評為2013年度本拿比新聞風雲人物。
有見大溫哥華地區房價於2010年代急升，甘迺迪於2014年在下議院提出私人草案（M-547號草案），建議聯邦政府應與各級政府、原住民社區和房屋供應商聯手制定和實施可負擔房屋策略。草案提及該項策略應承認擁有適當棲身之所是加拿大國民應有的基本權利之一，並呼喻增建合作社房屋、為低收入家庭提供租金津貼、以及研究投機活動和空置房屋對地產價格的影響。這項草案獲得本拿比市議會支持。

### 第42屆國會
本拿比－道格拉斯選區解散後，甘迺迪於2015年聯邦大選改為競逐新成立的本拿比南選區國會眾議院議席，並以35.07%得票率連任眾議院議員。他獲聯邦新民主黨黨魁唐民凱任命為該黨的科學評議員，並於同年12月9日當選該黨的卑詩省黨團主席。
國會從2015年12月4日起接受國民以電子方式呈交請願書，藉此落實由甘迺迪提出並於2014年通過的M-428號草案。在新制度下，電子請願書需獲一名國會議員贊助，若獲得至少500人聯署的話，聯邦政府需在45天內以書面回覆。首份電子請願書由兩名本拿比居民提出，並獲甘迺迪贊助。
甘迺迪於2018年3月23日與綠黨黨魁和國會議員梅伊出席一場抗議康德摩根橫山輸油管項目的示威活動時被指阻塞通道，從而違反法庭頒布限制示威者只可在離開工地以外五米活動的禁令，兩人當場被捕但其後獲釋。卑詩最高法院於同年4月9日提出以刑事蔑視法庭（criminal contempt）的罪名起訴甘迺迪等人，並於同月16日委派特別檢控官負責該等訴訟。甘迺迪於同年5月14日承認控罪，並獲罰款500元。刑事蔑視法庭為普通法而非刑事法罪行，甘迺迪因此不留犯罪記錄。

## 溫哥華市長
甘迺迪於2018年5月10日宣布辭去國會議員職務，並於同年卑詩市鎮選舉中以獨立候選人身份競逐溫哥華市長職位。他留任國會議員至同年9月14日，亦即市長選舉的報名期限，在此之前他已展開市長競選活動但仍繼續領取國會議員薪酬；就此他指出在這數個月內他仍繼續履行國會議員職責。
甘迺迪的政綱以房屋問題為重點。他承諾當選市長的話會在十年內為溫市提供85000套住房，當中25000套為可負擔租房，在市政府擁有的土地上興建並由非牟利機構營運，目標租客為年收入8萬加元或以下的家庭。另外25000套為收取市值租金的租房，餘下35000套則為私人物業。他的政綱亦包括增加房屋空置税300%，達致房屋市值的3%，並確保溫市新建房屋當中三分一至一半不能售予外國人。他又提出在市政府設立說客名錄並新增利益衝突政策，禁止市議員和市府重要員工離職一年內接受政府合約或擔當說客工作，以保市府為市民而非投機者服務。
在同年10月20日舉行的市選中，甘迺迪以少於一千票之差險勝排名第二的無黨派協會（Non-Partisan Association）候選人沈觀健（Ken Sim），為30多年來首位以獨立身份當選的溫哥華市長。他於同年11月5日宣誓就職。2022年11月15日因連任失敗而卸任。

## 外部連結
- （英文）溫哥華市政府網站 甘迺迪市長頁面 （页面存档备份，存于）
- （英文）加拿大國會網站 甘迺迪議員簡介